# Deborah Hopper
Deborah Ann Hopper ist eine US-amerikanische Kostümbildnerin. Sie ist vor allem durch ihre langjährige Zusammenarbeit mit Regisseur Clint Eastwood bekannt.

## Leben
Deborah Hopper begann ihre Karriere als Kostümbildnerin in der Oper und beim Ballett. Ab Anfang der 1980er Jahre war sie auch an der Entstehung von Film- und Fernsehproduktionen beteiligt, wobei sie zunächst als Kostümbildassistentin und Kostüm-Supervisorin wirkte. 1983 lernte sie bei den Dreharbeiten zu Richard Tuggles Thriller Der Wolf hetzt die Meute dessen Hauptdarsteller Clint Eastwood kennen. In den nächsten Jahren war Hopper an zahlreichen Filmprojekten Eastwoods wie Pale Rider – Der namenlose Reiter, Heartbreak Ridge, Bird, Rookie – Der Anfänger, Absolute Power, Mitternacht im Garten von Gut und Böse und Ein wahres Verbrechen in der Kostüm-Abteilung beteiligt. Auch für Eastwoods damalige Lebensgefährtin Sondra Locke (Ratboy und Impulse – Von gefährlichen Gefühlen getrieben) sowie seine Tochter Alison Eastwood (Aufbruch in ein neues Leben) war Hopper tätig.
Daneben arbeitete sie auch an Produktionen anderer Filmemacher, so unter anderem für die Regisseure Paul Verhoeven (Basic Instinct und Showgirls), Kenneth Branagh (Schatten der Vergangenheit), Robert Zemeckis (Der Tod steht ihr gut), Richard Attenborough (Chaplin), Garry Marshall (Undercover Cops und Hilfe, ich komm' in den Himmel), Lee Tamahori (Nach eigenen Regeln) oder Jan de Bont (Das Geisterschloss).
Seit dem Jahr 2000 arbeitet Hopper als hauptverantwortliche Kostümbildnerin de facto ausschließlich an Eastwoods Regieproduktionen. Ihre Kostüme sind oft sehr schlicht und bewusst unauffällig, um den Zuschauer so wenig wie möglich von der Handlung abzulenken. In der Vorproduktion recherchiert Hopper oft mehrere Monate und sammelt Kleidungsstücke aus dem Zeitraum der Handlung des Films, um darauf basierend möglichst authentische Kostüme kreieren zu können.

## Filmografie (Auswahl)
Kostümbildnerin
- 1988: Shakedown on the Sunset Strip (Fernsehfilm)
- 1996: Hilfe, ich komm' in den Himmel (Dear God)
- 2000: Space Cowboys
- 2002: Blood Work
- 2003: Mystic River
- 2004: Million Dollar Baby
- 2006: Flags of Our Fathers
- 2006: Letters from Iwo Jima
- 2007: Aufbruch in ein neues Leben (Rails & Ties)
- 2008: Der fremde Sohn (Changeling)
- 2008: Gran Torino
- 2009: Invictus – Unbezwungen (Invictus)
- 2010: Hereafter – Das Leben danach (Hereafter)
- 2011: J. Edgar
- 2012: Back in the Game (Trouble with the Curve)
- 2014: Jersey Boys
- 2014: American Sniper
- 2016: Sully
- 2018: 15:17 to Paris
- 2018: The Mule
- 2019: Der Fall Richard Jewell (Richard Jewell)
- 2021: Cry Macho

## Auszeichnungen und Nominierungen
- 1988: Emmy – Auszeichnung in der Kategorie Outstanding Achievement in Costuming for a Miniseries or a Special für Shakedown on the Sunset Strip, gemeinsam mit Eddie Marks und Radford Polinsky[4]
- 2008: Hollywood Film Award – Auszeichnung als Costume Designer of the Year[5]
- 2009: BAFTA Awards – Nominierung in der Kategorie Beste Kostüme für Der fremde Sohn[6]
- 2009: Saturn Award – Nominierung in der Kategorie Bestes Kostüm für Der fremde Sohn
- 2009: Costume Designers Guild Awards – Nominierung für den CDG Award Excellence in Period Film für Der fremde Sohn
- 2012: Costume Designers Guild Awards – Auszeichnung mit dem Distinguished Collaborator Award für die langjährige Zusammenarbeit mit Clint Eastwood.[7]